# Li Meng (jugadora de bàsquet)
Li Meng (xinès simplificat: 李梦, pinyin: Lǐ Mèng; Shenyang, Liaoning, 2 de gener de 1995) és una jugadora de bàsquet xinesa que juga al Washington Mystics de la Women's National Basketball Association (WNBA) i amb els Shenbu Jin Shi i la selecció nacional xinesa, on va participar en els Campionats del Món de la FIBA del 2014, 2018 i 2022.
El 2023, va fitxar pels Washington Mystics de la Women's National Basketball Association, sent la tercera jugadora xinesa a unir-se a un equip de la WNBA, després de Han Xu del New York Liberty i Yang Liwei de Los Angeles Sparks.